# Juigné-sur-Loire
Juigné-sur-Loire korábbi község Franciaország Loire mente régiójában, Maine-et-Loire megyében. 2016. december 15-én Saint-Jean-des-Mauvrets községgel egyesült és Les Garennes sur Loire új község része lett.
Lakosainak száma 2707 fő (2018. január 1.). Juigné-sur-Loire La Daguenière, Les Ponts-de-Cé, Saint-Jean-des-Mauvrets és Saint-Melaine-sur-Aubance községekkel határos.

## Népesség
A település népességének változása:
| Lakosok száma | 2621 | 2686 | 4613 | 2698 | 2707 |
|               | 2013 | 2015 | 2016 | 2017 | 2018 |